# Élections législatives de 1967 dans l'Essonne
Les élections législatives françaises de 1967 se déroulent les 5 et 12 mars 1967. Dans le département de l'Essonne, quatre députés sont à élire dans le cadre de quatre circonscriptions.

## Élus
| Circonscription | Député sortant     | Parti              | Parti              | Député élu ou réélu | Parti | Parti |
| --------------- | ------------------ | ------------------ | ------------------ | ------------------- | ----- | ----- |
| 1re             | Nouvellement créée | Nouvellement créée | Nouvellement créée | Roger Combrisson    |       | PCF   |
| 2e              | Nouvellement créée | Nouvellement créée | Nouvellement créée | Michel Boscher      |       | UD-Ve |
| 3e              | Nouvellement créée | Nouvellement créée | Nouvellement créée | Pierre Juquin       |       | PCF   |
| 4e              | Nouvellement créée | Nouvellement créée | Nouvellement créée | Robert Vizet        |       | PCF   |

## Résultats

### Résultats à l'échelle du département
| Parti          | Parti                                           | Premier tour | Premier tour | Second tour | Second tour | Sièges |
| Parti          | Parti                                           | Voix         | %            | Voix        | %           | Sièges |
| -------------- | ----------------------------------------------- | ------------ | ------------ | ----------- | ----------- | ------ |
|                | Union des démocrates pour la Ve République      | 97 145       | 35,92        | 125 583     | 48,36       | 1      |
|                | Modérés                                         | 947          | 0,35         |             |             | 0      |
|                | Union des républicains de progrès               | 98 092       | 36,27        | 125 583     | 48,36       | 1      |
|                |                                                 |              |              |             |             |        |
|                | Section française de l'Internationale ouvrière  | 20 423       | 7,55         | Retrait     | Retrait     | 0      |
|                | Parti radical                                   | 6 740        | 2,49         |             |             | 0      |
|                | Fédération de la gauche démocrate et socialiste | 27 163       | 10,04        |             |             | 0      |
|                |                                                 |              |              |             |             |        |
|                | Parti communiste français                       | 89 520       | 33,10        | 134 127     | 51,64       | 3      |
|                | Progrès et démocratie moderne                   | 46 230       | 17,09        | Retrait     | Retrait     | 0      |
|                | Parti socialiste unifié                         | 5 803        | 2,15         |             |             | 0      |
|                | Mouvement jeune révolution                      | 3 668        | 1,36         | 0           |             |        |
|                |                                                 |              |              |             |             |        |
| Inscrits       | Inscrits                                        | 327 399      | 100,00       | 327 327     | 100,00      | 4      |
| Abstentions    | Abstentions                                     | 51 734       | 15,8         | 55 721      | 17,02       |        |
| Votants        | Votants                                         | 275 665      | 84,2         | 271 606     | 82,98       |        |
| Blancs et nuls | Blancs et nuls                                  | 5 189        | 1,88         | 11 896      | 4,38        |        |
| Exprimés       | Exprimés                                        | 270 476      | 98,12        | 259 710     | 95,62       |        |

### Résultats par circonscription

#### Première circonscription (Corbeil-Essonnes)
| Candidat       | Candidat             | Parti          | Premier tour | Premier tour | Second tour | Second tour |  |
| Candidat       | Candidat             | Parti          | Voix         | %            | Voix        | %           |  |
| -------------- | -------------------- | -------------- | ------------ | ------------ | ----------- | ----------- |  |
|                | Armand Cachat        | UD-Ve          | 25 973       | 40,92        | 29 616      | 47,56       |  |
|                | Roger Combrisson élu | PCF            | 23 517       | 37,05        | 32 661      | 52,44       |  |
|                | Robert Thévenet      | FGDS (SFIO)    | 8 160        | 12,86        | Retrait     | Retrait     |  |
|                | Michel Bonifay       | CD (PDM)       | 5 820        | 9,17         |             |             |  |
|                |                      |                |              |              |             |             |  |
| Inscrits       | Inscrits             | Inscrits       | 75 454       | 100,00       | 75 437      | 100,00      |  |
| Abstentions    | Abstentions          | Abstentions    | 10 822       | 14,34        | 11 094      | 14,71       |  |
| Votants        | Votants              | Votants        | 64 632       | 85,66        | 64 343      | 85,29       |  |
| Blancs et nuls | Blancs et nuls       | Blancs et nuls | 1 162        | 1,8          | 2 066       | 3,21        |  |
| Exprimés       | Exprimés             | Exprimés       | 63 470       | 98,2         | 62 277      | 96,79       |  |

#### Deuxième circonscription (Étampes)
| Candidat       | Candidat           | Parti          | Premier tour | Premier tour | Second tour | Second tour |  |
| Candidat       | Candidat           | Parti          | Voix         | %            | Voix        | %           |  |
| -------------- | ------------------ | -------------- | ------------ | ------------ | ----------- | ----------- |  |
|                | Michel Boscher élu | UD-Ve          | 26 012       | 40,08        | 32 249      | 51,44       |  |
|                | Serge Lefranc      | PCF            | 21 062       | 32,45        | 30 444      | 48,56       |  |
|                | Georges Dortet     | FGDS (Radical) | 6 740        | 10,39        |             |             |  |
|                | Michel Conte       | CD (PDM)       | 6 470        | 9,97         |             |             |  |
|                | Bernard Mamy       | ARLP           | 3 668        | 5,65         |             |             |  |
|                | Daniel Boisse      | Modérés        | 947          | 1,46         |             |             |  |
|                |                    |                |              |              |             |             |  |
| Inscrits       | Inscrits           | Inscrits       | 78 344       | 100,00       | 78 321      | 100,00      |  |
| Abstentions    | Abstentions        | Abstentions    | 12 075       | 15,41        | 12 661      | 16,17       |  |
| Votants        | Votants            | Votants        | 66 269       | 84,59        | 65 660      | 83,83       |  |
| Blancs et nuls | Blancs et nuls     | Blancs et nuls | 1 370        | 2,07         | 2 967       | 4,52        |  |
| Exprimés       | Exprimés           | Exprimés       | 64 899       | 97,93        | 62 693      | 95,48       |  |

#### Troisième circonscription (Longjumeau)
| Candidat       | Candidat          | Parti          | Premier tour | Premier tour | Second tour | Second tour |  |
| Candidat       | Candidat          | Parti          | Voix         | %            | Voix        | %           |  |
| -------------- | ----------------- | -------------- | ------------ | ------------ | ----------- | ----------- |  |
|                | Pierre Juquin élu | PCF            | 29 012       | 31,09        | 47 119      | 53,46       |  |
|                | Roger Barberot    | UD-Ve          | 28 305       | 30,33        | 41 017      | 46,54       |  |
|                | Henri Longuet     | CD (PDM)       | 23 750       | 25,45        | Retrait     | Retrait     |  |
|                | Michel Aubert     | FGDS (SFIO)    | 12 263       | 13,14        | Retrait     | Retrait     |  |
|                |                   |                |              |              |             |             |  |
| Inscrits       | Inscrits          | Inscrits       | 113 940      | 100,00       | 113 926     | 100,00      |  |
| Abstentions    | Abstentions       | Abstentions    | 19 048       | 16,72        | 21 254      | 18,66       |  |
| Votants        | Votants           | Votants        | 94 892       | 83,28        | 92 672      | 81,34       |  |
| Blancs et nuls | Blancs et nuls    | Blancs et nuls | 1 562        | 1,65         | 4 536       | 4,89        |  |
| Exprimés       | Exprimés          | Exprimés       | 93 330       | 98,35        | 88 136      | 95,11       |  |

#### Quatrième circonscription (Palaiseau)
| Candidat       | Candidat               | Parti          | Premier tour | Premier tour | Second tour | Second tour |  |
| Candidat       | Candidat               | Parti          | Voix         | %            | Voix        | %           |  |
| -------------- | ---------------------- | -------------- | ------------ | ------------ | ----------- | ----------- |  |
|                | Léo Hamon              | UD-Ve          | 16 855       | 34,56        | 22 701      | 48,71       |  |
|                | Robert Vizet élu       | PCF            | 15 929       | 32,66        | 23 903      | 51,29       |  |
|                | Pierre Ceccaldi-Pavard | CD (PDM)       | 10 190       | 20,89        | Retrait     | Retrait     |  |
|                | Jean Babin             | PSU            | 5 803        | 11,9         |             |             |  |
|                |                        |                |              |              |             |             |  |
| Inscrits       | Inscrits               | Inscrits       | 59 661       | 100,00       | 59 643      | 100,00      |  |
| Abstentions    | Abstentions            | Abstentions    | 9 789        | 16,41        | 10 712      | 17,96       |  |
| Votants        | Votants                | Votants        | 49 872       | 83,59        | 48 931      | 82,04       |  |
| Blancs et nuls | Blancs et nuls         | Blancs et nuls | 1 095        | 2,2          | 2 327       | 4,76        |  |
| Exprimés       | Exprimés               | Exprimés       | 48 777       | 97,8         | 46 604      | 95,24       |  |